# Padang Bindu (Pendopo)
Padang Bindu is een bestuurslaag in het regentschap Empat Lawang van de provincie Zuid-Sumatra, Indonesië. Padang Bindu telt 282 inwoners (volkstelling 2010).